# Saint-Télesphore
Saint-Télesphore è un comune del Canada, situato nella provincia del Québec, nella regione di Montérégie.